# Polydrusus corruscus
Polydrusus corruscus  (лат.) — вид долгоносиков-скосарей из подсемейства Entiminae.

## Описание
Жук длиной 4,5—6 мм. Тело сплошь в густых зелёных чешуйках. Торчащие светлые волоски на надкрыльях короткие, с трудом различимы в профиль или отсутствуют. Глаза сильно, более чем полушаровидно выпуклые. Лоб с глубокой ямкой или вдавлением. Существует две формы различающиеся характером опушения надкрылий. У типичной формы волоски короткие и прижатые, реже встречаются особи с более длинными торчащими жёлтыми волосками. Таксономический статус этих форм неясен. 

## Экология
Жук питается главным образом на ивах (Salix).

## Распространение
Центральная Европа, Балканский полуостров, Украина, Русская равнина, Сибирь, возможно есть на Кавказе.